# يان ديكر
يان ديكر (بالهولندية: Jan Dekker)‏ هو لاعب دارت هولندي، ولد في 25 يونيو 1990 في إيمين في هولندا.

## وصلات خارجية
- جان ديكر على موقع DartsDatabase.co.uk (الإنجليزية)